# أطلب الكثير (أغنية)
أطلب الكثير (بالإنجليزية: Too Much to Ask)‏ هي أغنية للمغني الأيرلندي نايل هوران، أطلقت تسجيلات الكابيتول الأغنية في 15 سبتمبر 2017، كثالث أغنية للمغني نايل هوران في ألبومه الأول وميض.